# 澹归墓塔
澹归墓塔，位于中国广东省韶关市仁化县丹霞山海螺岩内，为仁化县的一个县级文物保护单位，类型为古建筑，公布时间为1989年6月3日。
澹归墓塔的历史年代为清初。